# XVIII Reunião Ordinária do Conselho do Mercado Comum
A XVIII Reunião Ordinária do Conselho do Mercado Comum ocorreu em junho de 2000, na cidade de Buenos Aires.

## Participantes
Representando os estados-membros
- Fernando Henrique Cardoso
- Fernando de la Rúa
- Jorge Batlle
- Luis Ángel González Macchi

## Decisões
A reunião produziu 37 decisões.